# Picnic at Hanging Rock
Picnic At Hanging Rock es una película de misterio psicólogico de época australiana de 1975 protagonizada por Rachel Roberts, Dominic Guard, Helen Morse, Jacki Weaver, Anne Lambert, Christine Schuler y Karen Robson, dirigida por Peter Weir. Está basada en la novela homónima de Joan Lindsay, publicada en 1967.
La trama implica la desaparición de varias colegialas y su maestra durante un pícnic en Hang Rock , Victoria, el día de San Valentín de 1900, y el consiguiente efecto en la comunidad local. Picnic At Hanging Rock fue un éxito comercial y de crítica, y ayudó a atraer la atención internacional hacia la entonces emergente Nueva Ola Australiana.

## Sinopsis
La acción transcurre en 1900 en Victoria. Un grupo de alumnas de un colegio victoriano va a hacer una excursión el día de San Valentín a un lugar llamado Hanging Rock, una formación rocosa de origen volcánica. Tras el pícnic, un pequeño grupo de alumnas junto con una profesora deciden investigar las zonas más recónditas del lugar, pero solo una de ellas volverá a ser vista, aunque no recordará nada.

## Reparto
- Rachel Roberts - Mrs. Appleyard
- Vivean Gray - Miss McCraw
- Anne-Louise Lambert - Miranda
- Karen Robson - Irma
- Jacki Weaver - Minnie
- Tony Llewellyn-Jones - Tom
- Helen Morse - Mlle. de Poitiers
- Dominic Guard - Michael Fitzhubert
- Jane Vallis - Marion
- Frank Gunell - Mr. Whitehead
- Kirsty Child - Miss Lumley
- Margaret Nelson - Sara

## Premios
- Premio BAFTA a la mejor fotografía (1977)

## Recepción
Weir explica así la reacción de muchos críticos y espectadores: «Un distribuidor tiró su taza de café contra la pantalla porque había perdido dos horas de su vida viendo un misterio que no tenía una maldita solución».
Picnic At Hanging Rock tiene actualmente un índice de aprobación del 91% en Rotten Tomatoes según 47 reseñas, con una calificación promedio de 8,4/10. El consenso crítico del sitio dice: "Visualmente fascinante, Picnic At Hanging Rock es temperamental, inquietante y enigmático: una obra maestra del cine australiano y un importante triunfo temprano para el director Peter Weir" . Metacritic, otro agregador de reseñas, le da a la película una puntuación de 81/100 basada en 15 críticos, lo que indica "aclamación universal".

### Box office
Picnic At Hanging Rock recaudó $5,120,000 solo en Australia.

## Legado e influencia
La directora Sofia Coppola reconoce que Picnic at Hanging Rock ha influido en sus películas The Virgin Suicides y Marie Antoinette. Ambos films, como Picnic at Hanging Rock, tratan el tema de la muerte y del descubrimiento de la sexualidad en la adolescencia.
El guionista Damon Lindelof mantiene que el film fue una de las influencias para la segunda temporada de la serie The Leftovers.